# Halifax (Missouri)
Pour les articles homonymes, voir Halifax.
Halifax est une communauté non constituée en société du comté de Saint-François, dans l'État américain du Missouri.

## Histoire
Un bureau de poste appelé Halifax est créé en 1888 et est resté en fonctionnement jusqu'en 1925 La communauté a pris le nom de Halifax, en Nouvelle-Écosse.